# Criollo forro

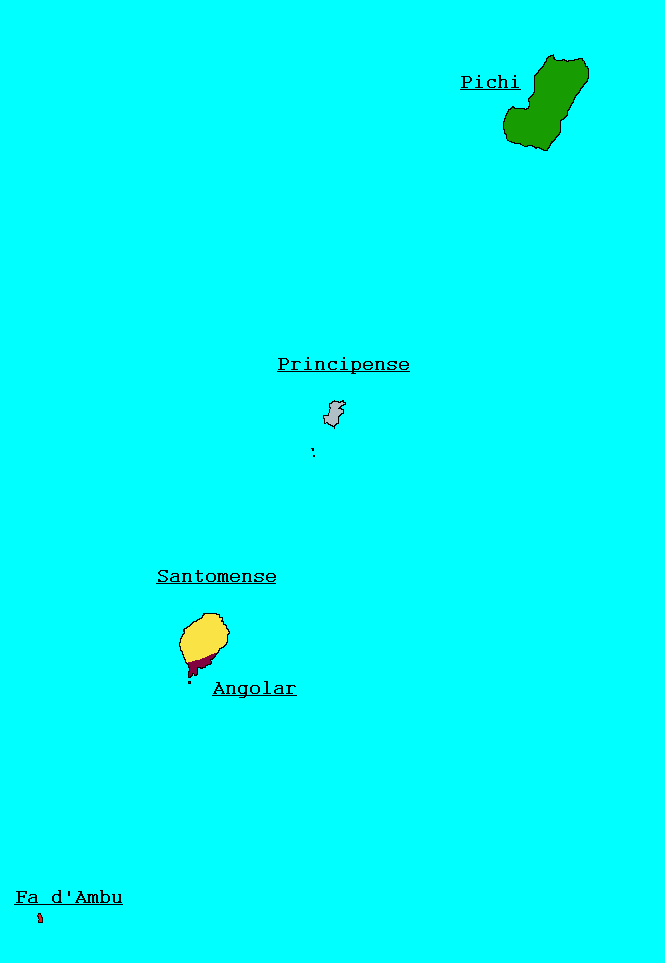

El criollo forro (en portugués: crioulo forro) es una lengua criolla portuguesa minoritaria hablada en Santo Tomé y Príncipe. Su nombre significa "esclavo libre" en portugués, y procede del árabe حر ḥurr, que significa "libre". El criollo portugués es también llamado criollo sãotomense o criollo santotomense. No debe ser confundido con el portugués santotomense, el dialecto portugués hablado en Santo Tomé y Príncipe. Es hablado por 69 899 personas.
Su código ISO 639-2 es cpp y el ISO 639-3 es cri.

## Historia
Santo Tomé es una isla en el golfo de Guinea, descubierta por los portugueses en el siglo XV. Estaba deshabitada hasta entonces, pero los portugueses usaron la isla como centro de comercio de esclavos. Debido a que ambas partes necesitaban comunicarse, se originó un pidgin. Los lenguajes de sustrato provienen de las lenguas bantúes y kwa. Este pidgin entonces se creolizó y se convirtió en la lengua materna de los niños que nacieron de padres portugueses y madres esclavas africanas. Los matrimonios mixtos eran aceptados por la Corona Portuguesa, para el mantenimiento de las localidades.
Debido a la presión de Francia y Holanda para obtener la isla, muchos portugueses huyeron. También se tuvo en cuenta que los niños de padres portugueses y madres negras eran, eventualmente, no considerados como africanos o esclavos, algunos fueron considerados como ciudadanos portugueses. Este mestizaje que hizo que surgieran portugueses de piel oscura, ocasionó la declaración de "forro" o libertad para un esclavo, ya que los padres portugueses no querían esclavizar a sus hijos. De este modo, apareció la denominación "forro" que se aplicaba a estas personas.

## Características
A pesar de que el criollo forro tuvo (y todavía tiene) un contacto restringido con el portugués (visto como un idioma prestigioso), preserva una gran cantidad de elementos de los lenguajes de sustrato, más que el criollo caboverdiano, que preserva unos pocos rasgos. Así el 93 % del léxico del forro es de origen portugués y un 7 % de origen africano.
El criollo forro es una lengua criolla basada en el portugués, que es el lenguaje de superestrato. Los idiomas de sustrato vienen de las lenguas bantués y kwa. Tiene mucho parecido con el criollo principense, criollo angolar y criollo anobonense.
El criollo forro es hablado principalmente en la isla de Santo Tomé; existen algunos hablantes en la isla de Príncipe. Debido a su gran similitud, el criollo anobonense de Annobón en Guinea Ecuatorial y el criollo principense de la isla de Príncipe, pueden ser vistos como dialectos del criollo forro.

## Vocabulario
A pesar de que el 95 % de los habitantes de Santo Tomé y Príncipe hablan portugués, el lenguaje nacional de las islas es el criollo forro (hablado por un 85 %).
No existe una ortografía estándar, pero el gobierno de Santo Tomé está considerando adaptar un estándar para este lenguaje.

## Ejemplos
Hola: Seja lovadu! (propuesto: sejalovadu); del portugués seja louvado
Buenos días: Bom dja ô (propuesto: Bondja o); del portugués Bom dia
Buenas tardes: Bos tadji ô (propuesto: Boxtadji o); del portugués Boa tarde
Buenas noches: Boj notxi ô (propuesto: Bojnotxi o); del portugués Boa noite
¿Cuál es tu nombre?: Que nomi bo e? (propuesto: Ke nomi bo e?); del portugués Qué nome vosso é ("qué nombre de usted es"). En portugués se diría como se chama?
Mi nombre es Pedro: Nomi mu sa Pedro; posiblemente del portugués [O] nome meu é Pedro ("el nombre mío es Pedro"). En portugués se diría chamo-me Pedro.
No todo está derivado del portugués,
Yo vivo en Neves (ciudad de Santo Tomé): Nga-ta Tlaxa. (-ta viene de "esta" y Tlaxa viene de "praça", plaza)